# Hans Schmid (Chemiker, 1931)
Hans Schmid (* 11. Januar 1931 in Reichenberg; † 2. April 2015 in Genf) war ein Schweizer Physikochemiker und Kristallograph. Er wurde vor allem bekannt durch die Erforschung magnetoelektrischer Wechselwirkungsphänomene in Kristallen.

## Leben
Schmid wurde kurz nach der Weltwirtschaftskrise in Reichenberg in Böhmen (Sudetenland) geboren, einer Region Tschechiens, in der damals noch Deutsch gesprochen wurde. Infolge der Vertreibung der deutschsprachigen Bevölkerung nach Ende des Zweiten Weltkriegs zog die Familie 1945 nach Innsbruck. Schmid studierte an der Technischen Universität Graz und promovierte 1955 in anorganischer physikalischer Chemie.

## Werk
Nach zwei Jahren in der Metallwerke Plansee SE im Tirol, wo er sich mit Refraktärmetallen und Siliciden beschäftigte und seine Dissertation schrieb, ging er nach Genf an die Battelle Forschungslaboratorien, wo er über Synthese und physikalische Eigenschaften ferroelektrischer und ferroelastischer Stoffe arbeitete, hauptsächlich im Hinblick auf Anwendungen in den Bereichen Wärmedetektion, Messwertdarstellung und Datenspeicherung. Diese Forschungslinie erreichte 1964 ihren Höhepunkt in der Synthese von Monokristallen des Boracits Ni3B7O13I, dem ersten Material, das sich als gleichzeitig ferroelektrisch, (leicht) ferromagnetisch und ferroelastisch erwies. Gemeinsam mit seinem langjährigen Kollegen Edgar Ascher bewies er, dass in diesem Boracit die spontane elektrische Polarisation durch ein Magnetfeld und die spontane Magnetisierung durch ein elektrisches Feld umgedreht werden kann. Hans Schmid berichtet sehr lebhaft über diese Entdeckung, insbesondere auch über die Schwierigkeiten, die nötige finanzielle Unterstützung für diese Forschung zu bekommen, die damals als allzu technologisch galt.
1973 organisierte und leitete er die erste internationale Konferenz über "Magnetoelectric Interaction Phenomena in Crystals" in Seattle (USA). 1974 wurde er Leiter der "Crystal Physics Section" und 1976 Senior Scientist (leitender Wissenschaftler) bei Battelle, und 1975 Privatdozent an der Naturwissenschaftlichen Fakultät der Universität Genf. 1977 erfolgte dann die Berufung an die Universität Genf, zuerst als ausserordentlicher, ab 1983 als ordentlicher Professor für Angewandte Anorganische Chemie, Festkörperchemie und Materialwissenschaften. Mit seinem Mitarbeiter Jean-Pierre Rivera etablierte er eines der bestausgerüsteten Laboratorien für das Studium des magnetoelektrischen Effekts und der optischen Eigenschaften von Kristallen.  In Zusammenarbeit mit Rivera und diversen talentierten Postdoktoranden und Doktoranden trieb er die Erforschung magnetisch geordneter
Ferroelektrika und Ferroelastika und deren magnetoelektrische Wechselwirkungen voran. 1989–1992 war er Leiter des Departements, und 1993 organisierte er die zweite internationale Konferenz über "Magnetoelectric Interaction Phenomena in Crystals" (MEIPIC-2), diesmal in Ascona (Schweiz). In seinem vielzitierten Beitrag zu dieser Konferenz prägte er den Ausdruck "multiferroisch", um Kristalle zu beschreiben, die wenigstens zwei der drei Eigenschaften ferroelektrisch, ferromagnetisch und ferroelastisch aufweisen. Die Konferenz stimulierte das Interesse an multiferroischen Materialien, welche heute ein sehr aktives Forschungsgebiet sind. 2009 fand MEIPIC-6 in Santa Barbara (USA) statt.
Hans Schmid führte seine Forschung auch nach der Emeritierung 1996 erfolgreich weiter, speziell zu den multiferroischen Eigenschaften von Perowskit BiFeO3 und LiMPO4 (M = Fe, Co. Ni). In seiner Einleitung zu einem Sonderheft von "Comptes Rendus Physique" mit dem Titel "Multiferroic materials and heterostructures" fasste er die vorangehende Entwicklung, den damaligen Stand und die vielversprechende Zukunft zusammen.
Eine Liste seiner wissenschaftlichen Publikationen stellt die Universität Genf in ihrem online-Archiv zur Verfügung.